# Jean-Baptiste Sancy
Pour les articles homonymes, voir Sancy.
Jean-Baptiste Sancy est un avocat et homme politique français, né le 1er juillet 1725 à Chalon-sur-Saône en Saône-et-Loire et mort dans la même ville le 11 septembre 1797.

## Biographie
Député en 1789, il est avocat dans sa ville natale et juge châtelain de Germolles, il est élu, le 3 avril 1789, député du tiers aux États généraux par le bailliage de Chalon-sur-Saône, avec 162 voix (245 votants).
Il siège très obscurément et son nom n'est pas cité au Moniteur.
Il donne sa démission le 31 octobre 1789, et est remplacé par son fils, Charles Sancy.